# خورشیدگرفتگی ۱۸ فوریه ۲۰۹۱
خورشیدگرفتگی ۱۸ فوریه ۲۰۹۱ (به انگلیسی: Solar eclipse of February 18, 2091) یک خورشیدگرفتگی از نوع خورشیدگرفتگی جزئی است. این خورشیدگرفتگی در تاریخ ۱۸ فوریه ۲۰۹۱ میلادی (‎۳۰ بهمن ۱۴۶۹ خورشیدی) روی خواهد داد که زمان اوج آن، ساعت ۹:۵۴:۴۰ به‌وقت ساعت هماهنگ جهانی است.